# 黑龙江短沟蜷
黑龙江短沟蜷（学名：Semisulcospira amurensis）为肋蜷科短沟蜷属的动物，俗名川蜷螺、海蛳。分布于俄罗斯以及中国大陆的黑龙江、松花江、牡丹江、乌苏里江流域及镜泊湖、兴凯湖等地，一般生活于江河湖泊内。